# Karsten Polky
Karsten Polky (Bad Schmiedeberg, 14 de noviembre de 1964) es un deportista alemán que compitió para la RDA en lucha libre. Ganó una medalla de bronce en el Campeonato Mundial de Lucha de 1989 y cuatro medallas de plata en el Campeonato Europeo de Lucha entre los años 1987 y 1990.

## Palmarés internacional
| Representando a la RDA |                           |                   |           |
| Campeonato Mundial     |                           |                   |           |
| Año                    | Lugar                     | Medalla           | Categoría |
| 1989                   | Martigny (Suiza)          | Medalla de bronce | 62 kg     |
| Campeonato Europeo     |                           |                   |           |
| Año                    | Lugar                     | Medalla           | Categoría |
| 1987                   | Veliko Tarnovo (Bulgaria) | Medalla de plata  | 62 kg     |
| 1988                   | Mánchester (Reino Unido)  | Medalla de plata  | 62 kg     |
| 1989                   | Ankara (Turquía)          | Medalla de plata  | 62 kg     |
| 1990                   | Poznań (Polonia)          | Medalla de plata  | 62 kg     |